# Change (Taylor Swift-låt)
"Change" är en sång av countrypop-artisten Taylor Swift. Den släpptes på Itunes den 8 augusti 2008, som en del av samlingsalbumet AT&T TEAM USA Soundtrack. Låten finns även med på hennes andra album, Fearless.
Swift framförde den här låten vid Academy of Country Music Awards 2010.

## Musikvideo
NBC publicerade en video för låten på deras hemsida. Den innehöll ett uppträdande med Swift och klipp från American Olympians. Itunes Store släppte den här musikvideon på tisdagen den 25 november 2008 och den 26 november nådde videon placering nummer 13 på Top 100 music videos list. "Change" filmades i balsalen i Scottish Rite Cathedral i Indianapolis, Indiana.

## Topplaceringar
"Change" bubblade under Billboard Hot 100-listan till en början, med en debut som nummer 20 på Billboard's Bubbling Under Hot 100-lista. Sången gjorde senare en stark debut den följande veckan på Hot 100 som nummer 10.

### Topplistor
| Lista (2008)                     | Topplacering |
| -------------------------------- | ------------ |
| U.S. Billboard Hot 100           | 10           |
| U.S. Billboard Hot Country Songs | 57           |
| U.S. Billboard Pop 100           | 21           |